# Stonyhurst College
El Stonyhurst College es un colegio católico privado ubicado en Lancashire, Inglaterra. Fue fundado por la orden Jesuita en 1593 en Saint-Omer, Países Bajos Españoles, por Fr Robert Persons SJ bajo el patrocinio de Felipe II (durante la persecución católica propiciada por Isabel I), siendo el segundo colegio Jesuita más antiguo del mundo (por detrás del colegio Nuestra Señora de Montesión, ubicado en Palma de Mallorca fundado en el 1561) al tener más de 400 años.
En 1762 fue trasladado a Brujas y a Lieja en 1773, por entonces parte de los Países Bajos Austríacos. Las guerras revolucionarias francesas, provocaron su traslado a su actual ubicación en 1794.
Stonyhurst tiene un fuerte cuerpo estudiantil de 800 alumnos que comprende los 500 estudiantes de Stonyhurst College (de 13 a 18 años), más los 300 de la escuela preparatoria, Stonyhurst St Mary's Hall (de 3 a 13 años). Esta escuela acepta alumnos de varias nacionalidades, tanto ingleses como de alrededor de 28 países diferentes. Esto le aporta una gran riqueza de culturas.

## Estructura de la escuela
El plantel de Stonyhurst está conformado por:
- Campus.
- Stonyhurst College (colegio y sixth form para estudiantes de entre 13 y 18 años).
- St mary's Hall (escuela preparatoria para alumnos de entre 3 y 13 años).
- Hodder House (escuela pre-preparatoria para alumnos de entre 3 y 7 años).

Tour del campus

## Lista de rectores y presidentes

### Presidentes
- Marmaduke Stone (1794-1817).
- Nicholas Sewall (1808-1813).
- John Weld (1813-1816).
- Nicholas Sewall (1816-1817).

### Rectores y presidentes
- Charles Plowden SJ (1817 - 1819).
- Joseph Tristram SJ (1819 - 1827).
- Richard Norris SJ (1827 - 1832).
- Richard Parker SJ (1832 - 1836).
- John Brownbill SJ (1836 - 1839).
- Francis Daniel SJ (1839 - 1841).
- Andrew Barrow SJ (1841 - 1845).
- Richard Norris SJ (1845 - 1846).
- Henry Walmesley SJ (1846 - 1847).
- Richard Sumner SJ (1847 - 1848).
- Francis Clough SJ (1848 - 1861).
- Joseph Johnson SJ (1861 - 1868).
- Charles Henry SJ (1868 - 1869).
- Edward Purbick SJ (1869 - 1879).
- William Eyre SJ (1879 - 1885).
- Reginald Colley SJ (1885 - 1891).
- Herman Walmesley SJ (1891 - 1898).
- Joseph Browne SJ (1898 - 1906).
- Pedro Gordon SJ(1906 - 1907).
- William Bodkin SJ (1907 - 1916).
- Edward O'Connor SJ (1916 - 1924).
- Walter Weld SJ (1924 - 1929).
- Richard Worsley SJ (1929 - 1932).
- Edward O'Connor SJ (1932 - 1938).
- Leo Belton SJ (1938 - 1945).
- Bernard Swindells SJ (1945 - 1952).
- Francis Vavasour SJ (1952 - 1958).
- Desmond Boyle SJ (1958 - 1961).

### Rectores
- Frederick Turner SJ (1961 - 1963).
- George Earle SJ (1963 - 1971).
- Michael Bossy SJ (1967 - 1980).
- Giles Mercer (1985 - 1996).
- Adrián Aylward (1879 - 1991).
- Andrew Johnson (2006 - 2016).

### Presidentes del St Mary's Hall
- Rae Carter
- Peter Anwyl
- Rory O'Brien
- Michael Higgins
- Lawrence Crouch
- Ian Murphy